# Maison de la Forêt
La Maison de la Forêt est un écomusée français situé dans la commune de Montlieu-la-Garde, commune rurale située dans la Double saintongeaise dans la partie méridionale du département de la Charente-Maritime. C'est un  pôle-nature de Charente-Maritime.

## Histoire
Au fil des ans, cet écomusée financé par le Conseil général de Charente-Maritime et la Communauté de communes de la Haute-Saintonge est devenu un haut lieu du tourisme en Haute Saintonge mais est également largement reconnu par l'office du tourisme de Charente-Maritime.
Il accueille en moyenne annuelle 30 000 visiteurs dont une grande partie est constituée de scolaires.

## L'aspect muséographique
La Maison de la Forêt offre aux visiteurs un vaste espace naturel de découverte de la forêt et du patrimoine local. (environ 20 ha). Au détour de sentiers, les visiteurs peuvent y découvrir la faune et la flore locale. La présence d'espaces thématiques (papillons, abeilles, oiseaux, champignons, reptiles et terriers) permet un apprentissage ludique.
La visite du "village bois" propose la découverte d'un atelier de menuiserie reconstitué qui abrite une collection d’outils anciens, d'une grange datant du XVIIIe siècle, de bâtiments à colombages datés de 1764 et d'une ancienne scierie mobile dont le banc de scie date de 1932.
Sa tour de guet, accessible au public, culmine à 32 mètres et veille à la prévention des incendies. Équipée depuis quelques années de caméras à son sommet, elle permet une meilleure prévention des feux de forêt.
Depuis septembre 2016, la Maison de la Forêt comporte un espace scénographique présentant de manière simple et ludique ce qu'est une forêt, son évolution et son utilisation, ainsi que les différentes essences de bois.
De plus, des expositions temporaires sont proposées et très régulièrement renouvelées, ce qui en fait un des intérêts culturels de cet écomusée.
La visite dure environ deux heures.